# Wyścig zbrojeń sztucznej inteligencji
Wyścig zbrojeń sztucznej inteligencji – wyścig zbrojeń między dwoma lub większą liczbą państw mający na celu opracowanie i wdrożenie zaawansowanych technologii sztucznej inteligencji (AI), w szczególności ogólnej sztucznej inteligencji, i autonomicznych systemów śmiercionośnej broni (ang. lethal autonomous weapons systems, LAWS). Od połowy lat 2010. wielu analityków zauważa pojawienie się wyścigu zbrojeń między supermocarstwami w zakresie zaawansowanej sztucznej inteligencji militarnej, napędzanego rosnącymi napięciami geopolitycznymi i militarnymi.
Wyścig zbrojeń w dziedzinie sztucznej inteligencji jest umieszczany w kontekście zimnej wojny pomiędzy Stanami Zjednoczonymi i Chinami. 

## Historia
W 2014 roku specjaliści w dziedzinie sztucznej inteligencji podkreślali, że trwa wyścig zbrojeń w zakresie autonomicznej broni.  Według firmy Siemens światowe wydatki wojskowe na robotykę wyniosły 5,1 miliarda dolarów w 2010 r. i 7,5 miliarda dolarów w 2015 r.
W 2017 roku Władimir Putin stwierdził, że światem będzie rządzić kraj z najlepiej rozwiniętymi systemami AI.

## Postawy wobec wojskowej sztucznej inteligencji

### Stany Zjednoczone
Amerykańska agencja Joint Artificial Intelligence Center (JAIC) zajmuje się badaniem możliwości wykorzystania sztucznej inteligencji w rzeczywistej walce, w tym rozwiązania edge computing. Jest jednostką Sił Zbrojnych Stanów Zjednoczonych utworzoną w czerwcu 2018 roku. Celem organizacji jest wspomożenie Departamentu Obrony USA we wdrażaniu technologii sztucznej inteligencji w systemach walki.
W 2023 roku firma Microsoft zaproponowała Departamentowi Obrony wykorzystanie modeli DALL-E do szkolenia swojego systemu zarządzania polem walki. W styczniu 2024 r. OpenAI, twórca DALL-E, usunęła ze swojej polityki użytkowania zakaz używania go do celów wojskowych.
W 2025 roku za rządów drugiej administracji Trumpa, Stany Zjednoczone rozpoczęły kampanię deregulacyjną mającą na celu przyspieszenie wzrostu w sektorach kluczowych dla sztucznej inteligencji, w tym w energetyce jądrowej, infrastrukturze i obliczeniach o wysokiej wydajności. Obejmowało to złagodzenie ograniczeń dotyczących wykorzystania danych, przyspieszenie zatwierdzania projektów infrastruktury związanych ze sztuczną inteligencją i zachęcanie do innowacji w zakresie przetwarzania w chmurze i półprzewodników. Firmy takie jak NVIDIA, Oracle i Cisco odegrały kluczową rolę w tych wysiłkach w pozycjonowaniu Stanów Zjednoczonych jako światowego lidera w rozwoju sztucznej inteligencji.

### Chiny
Chiny realizują strategiczną politykę łączenia aspektów cywilnych i wojskowych w dziedzinie sztucznej inteligencji w celu uzyskania globalnej przewagi technologicznej.
Zgodnie z planem działania Pekinu z 2017 r. do 2030 r. planuje się stworzenie branży sztucznej inteligencji wartej 150 miliardów dolarów. Na 2021 r., Większość dostawców sprzętu AI dla chińskiego wojska to nie państwowe przedsiębiorstwa zbrojeniowe, lecz prywatne chińskie firmy technologiczne założone po 2010 r.
Startupy z branży sztucznej inteligencji w Chinach otrzymały w 2017 r. niemal połowę całkowitych światowych inwestycji w startupy z branży sztucznej inteligencji. W 2023 r. w Chinach co miesiąc ponad 6 tys. osób uzyskiwało tytuł doktora nauk ścisłych, ponad dwa razy tyle co w USA. 
Strategia Chin w wykorzystaniu sztucznej inteligencji w wojskowości opiera się integracji systemów sztucznej inteligencji do tworzenia autonomicznych systemów ataku, obrony i rozpoznania obejmujące wszystkie pola walki. Systemy autonomiczne, w tym roje dronów i wojna cybernetyczna pełnią w tej strategii kluczową rolę. Chińska Armia Ludowo-Wyzwoleńcza podkreśla również rolę sztucznej inteligencji w aspekcie wojny kognitywnej w operacjach psychologicznych, manipulacji mediów społecznościowych, analizie zachowania czy rozpoznaniu elektromagnetycznym.

### Unia Europejska
Parlament Europejski stoi na stanowisku, że ludzie muszą sprawować nadzór i podejmować decyzje w sprawie śmiercionośnych systemów uzbrojenia. Niektórzy członkowie, jak Francja, Niemcy, Włochy i Szwecja, pracują nad autonomicznymi śmiercionośnymi systemami uzbrojenia. Niektórzy członkowie nadal nie podjęli decyzji w sprawie użycia tej broni wojskowej, a Austria wezwała do zakazu używania takiej broni.
Niektóre państwa członkowskie UE opracowały i rozwijają broń autonomiczną. Niemcy opracowały system obrony aktywnej, AMAP-ADS, który może reagować na zagrożenie w sposób całkowicie autonomiczny w czasie krótszym niż milisekunda.

## Regulacje międzynarodowe
Międzynarodowe regulacje dotyczące broni autonomicznej stanowią nową kwestię dla prawa międzynarodowego. Rząd Rosji w 2017 roku odrzucił możliwość wdrożenia prawa regulującego użycie systemów LAWS.